# Burni Siluman
Burni Siluman är ett berg i Indonesien.   Det ligger i provinsen Aceh, i den västra delen av landet, 1 600 km nordväst om huvudstaden Jakarta. Toppen på Burni Siluman är 2 325 meter över havet, eller 92 meter över den omgivande terrängen. Bredden vid basen är 1,1 km. Burni Siluman ingår i Van Daalen Mountains.
Terrängen runt Burni Siluman är bergig österut, men västerut är den kuperad. Trakten runt Burni Siluman är nära nog obefolkad, med mindre än två invånare per kvadratkilometer. Det finns inga samhällen i närheten. I omgivningarna runt Burni Siluman växer i huvudsak städsegrön lövskog.